# テルマ・ファーネス

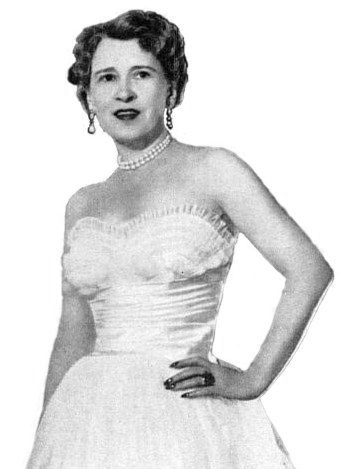
ファーネス子爵夫人テルマ、1955年

テルマ・ファーネス（Thelma Furness, Viscountess Furness, 1904年8月23日 - 1970年1月29日）は、ファーネス子爵夫人。婚前の名前はテルマ・モーガン（Thelma Morgan）。イギリス国王エドワード8世の愛人として知られた。

## 生涯
ルツェルンで一卵性双生児の姉妹として生まれた。父はアメリカの外交官ハリー・ヘイズ・モーガン。母はアイルランド系アメリカ人とチリ人を両親にもつローラ・デルフィン・キルパトリック。祖母にあたるルイザはサンティアゴ大司教の姪であった。双子の妹グロリア・モーガン・ヴァンダービルト（グロリア・ヴァンダービルトの母親）と、妹コンスエロ、弟ハリー・ジュニアがいる。
幼い頃から美しさで評判の姉妹で、数々の写真が残っている。1922年に、ジェームズ・コンヴァースとワシントンD.C.で結婚した。彼はAT&Tの社長セオドア・ヴァイルの孫息子にあたる。夫の財力をバックに、映画制作会社テルマ・モーガン・ピクチャーズを設立、自分が主演した映画も制作したが、ヒットしなかった。確認されるだけで3作の映画に脇役で出演している。1925年に離婚した。
1926年に結婚した2度目の夫は、21歳年上のイギリス貴族、初代ファーネス子爵マーマデューク・ファーネスだった。彼は海運会社ファーネス・ウィジーのオーナーで、彼女を2度目の妻に迎えた。7年の結婚生活の間に、一人息子アントニ・ウィリアム・ファーネス（第2代ファーネス子爵）をもうけた。離婚後も再婚しないかぎりタイトルを保持できるイギリス貴族女性のならいで、以後も「ファーネス子爵夫人テルマ」を名乗った。
晩年、妹グロリアと連名で「ダブル・エクスポージャー」（Double Exposure）という回顧録を発表、2人の赤裸々な男性遍歴を暴露し、話題となった。
グロリアとともに、カリフォルニア州カルヴァー・シティーのホーリー・クロス墓地に眠っている。